# Élections cantonales de 1889 en Guadeloupe
Les élections cantonales ont eu lieu pour le premier tour le 3 novembre et pour le second tour le 10 novembre 1889 dans la colonie de la Guadeloupe.
Ce conseil général colonial possède plus de pouvoir qu'un conseil général de métropole.

## Mode de scrutin
Les trente-six conseillers généraux de la colonie de la Guadeloupe sont élus au suffrage universel masculin, dans le cadre de onze cantons. Ils sont renouvelés par moitié tous les trois ans.
Le mode d'élection choisit est le scrutin majoritaire plurinominal à deux tours :
- au premier il faut obtenir la majorité des voix plus une et au moins un quart du votes des inscrits sur les listes électorales ;
- au second tour (ballottage) le (ou les) candidat(s) avec le plus de voix est élu.

### Augmentation du nombre de conseillers
- À la suite du décret du 7 novembre 1879[1], le conseil général passe de 24 à 36 membres ;
- la circonscription d'élection reste le canton, les trente-six sièges étant répartis proportionnellement à la population des cantons.

| Pointe-à-Pitre | 8  |  |  |
| Le Moule       | 4  |  |  |
| Marie-Galante  | 4  |  |  |
| Saint-François | 1  |  |  |
| Saint-Martin   | 1  |  |  |
|                |    |  |  |
| Total          | 18 |  |  |

## Conseil général à l'issue des élections[2]
| Parti                      | Tendance  | Élus |
| -------------------------- | --------- | ---- |
| Républicains (26 sièges)   |           |      |
| Radical                    | Réachiste | 14   |
| Radical                    | Isaaciste | 12   |
| Réactionnaires (10 sièges) |           |      |
| Réactionnaire              | Usinier   | 10   |

## Arrondissement de Basse-Terre

### Canton de Marie-Galante
- Quatre conseillers sont à élire.

| Candidats | Candidats                | Étiquette | Premier tour | Premier tour | Ballotage | Ballotage |
| Candidats | Candidats                | Étiquette | Voix         | %            | Voix      | %         |
| --------- | ------------------------ | --------- | ------------ | ------------ | --------- | --------- |
|           | Léopold Raiffer *        | Conserv   |              |              | 904       | 52,10     |
|           | Hippolyte de Retz        | Conserv   |              |              | 896       | 51,64     |
|           | Jean-François Jean-Désir | Conserv   |              |              | 882       | 50,84     |
|           | Clovis Tasserot          | Conserv   |              |              | 893       | 51,47     |
|           | Raoul Bonnet             | Radical   |              |              | 850       | 48,99     |
|           | Justin Rinaldo           | Radical   |              |              | 848       | 48,88     |
|           | M. Bambuck               | Radical   |              |              | 837       | 48,24     |
|           | L. Hippolyte             | Radical   |              |              |           |           |
|           |                          |           |              |              |           |           |
| Inscrits  | Inscrits                 | Inscrits  | 3 254        | 100,00       | 3 254     | 100,00    |
| Votants   | Votants                  | Votants   |              |              | 1 735     | 53,32     |
| Exprimés  |                          |           |              |              |           |           |

*sortant

### Canton de Saint-Martin
- Un conseiller est à élire.

| Candidats | Candidats             | Étiquette | Premier tour | Premier tour |
| Candidats | Candidats             | Étiquette | Voix         | %            |
| --------- | --------------------- | --------- | ------------ | ------------ |
|           | Alexandre Beauperthuy | Conserv   | 229          | 98,71        |
|           |                       |           |              |              |
| Inscrits  | Inscrits              | Inscrits  | 546          | 100,00       |
| Votants   | Votants               | Votants   | 232          | 42,49        |
| Exprimés  |                       |           |              |              |

*sortant

## Arrondissement de Pointe-à-Pitre

### Canton de Pointe-à-Pitre
- Huit conseillers sont à élire.

| Candidats | Candidats           | Étiquette         | Premier tour | Premier tour | Ballotage | Ballotage |
| Candidats | Candidats           | Étiquette         | Voix         | %            | Voix      | %         |
| --------- | ------------------- | ----------------- | ------------ | ------------ | --------- | --------- |
|           | Adolphe Cicéron     | Radical isaaciste | 1 536        | 59,74        | 1 993     | 59,71     |
|           | Auguste Isaac       | Radical isaaciste | 1 535        | 59,70        | 1 966     | 58,90     |
|           | I. Boricaud         | Radical isaaciste | 1 533        | 59,63        | 1 970     | 59,02     |
|           | Armand Hanne *      | Radical isaaciste | 1 530        | 59,51        | 1 975     | 59,17     |
|           | Régis Deumié        | Radical isaaciste | 1 483        | 57,68        | 1 935     | 57,97     |
|           | Armand David (fils) | Radical isaaciste | 1 446        | 56,24        | 1 902     | 56,98     |
|           | Voltaine Numa       | Radical isaaciste | 1 435        | 55,82        | 1 898     | 56,86     |
|           | Eugène Tamarin      | Radical isaaciste | 1 431        | 55,66        | 1 865     | 55,87     |
|           | Célestin Nicolas *  | Radical réachiste | 1 073        | 41,74        | 1 421     | 42,57     |
|           | Mathurin Dufond *   | Radical réachiste | 1 068        | 41,54        | 1 420     | 42,54     |
|           | Alfred Destaing     | Radical réachiste | 1 055        | 41,04        | 1 400     | 41,94     |
|           | Gustave Lacascade * | Radical réachiste | 1 044        | 40,61        | 1 384     | 41,46     |
|           | Bourreau            | Radical réachiste | 1 011        | 39,21        | 1 365     | 40,89     |
|           | Radégonde           | Radical réachiste | 1 003        | 39,01        | 1 364     | 40,86     |
|           | H. François         | Radical réachiste | 1 000        | 38,90        | 1 336     | 40,02     |
|           | A. Pélin            | Radical réachiste |              |              | 1 328     | 39,78     |
|           |                     |                   |              |              |           |           |
| Inscrits  | Inscrits            | Inscrits          | 9 882        | 100,00       | 9 882     | 100,00    |
| Votants   | Votants             | Votants           | 2 571        | 26,02        | 3 338     | 33,78     |
| Exprimés  |                     |                   |              |              |           |           |

*sortant

### Canton du Moule
- Quatre conseillers sont à élire.

| Candidats | Candidats                            | Étiquette | Premier tour | Premier tour | Ballotage | Ballotage |
| Candidats | Candidats                            | Étiquette | Voix         | %            | Voix      | %         |
| --------- | ------------------------------------ | --------- | ------------ | ------------ | --------- | --------- |
|           | Auguste Duchassaing de Fontbressin * | Conserv   | 898          | 89,01        | 1 016     | 69,83     |
|           | Charles Alléaume *                   | Conserv   | 895          | 88,19        | 1 009     | 69,35     |
|           | A. Taranne (fils) *                  | Conserv   | 889          | 88,19        | 1 008     | 69,28     |
|           | Louis Adolphe Rollin *               | Conserv   | 836          | 82,95        | 962       | 66,12     |
|           | Jacquest                             | Radical   |              |              | 441       | 30,31     |
|           | Barrière                             | Radical   |              |              | 434       | 29,83     |
|           | Foudin                               | Radical   |              |              | 429       | 29,49     |
|           | Caruel                               | Radical   |              |              | 146       | 10,03     |
|           |                                      |           |              |              |           |           |
| Inscrits  | Inscrits                             | Inscrits  | 3 968        | 100,00       | 3 968     | 100,00    |
| Votants   | Votants                              | Votants   | 1 008        | 27,26        | 1 455     | 39,35     |
| Exprimés  |                                      |           |              |              |           |           |

*sortant

### Canton de Saint-François
- Un seul conseiller est à élire.

| Candidats | Candidats        | Étiquette | Premier tour | Premier tour |
| Candidats | Candidats        | Étiquette | Voix         | %            |
| --------- | ---------------- | --------- | ------------ | ------------ |
|           | Ernest Souques * | Conserv   | 394          | 99,24        |
|           |                  |           |              |              |
| Inscrits  | Inscrits         | Inscrits  | 1 243        | 100,00       |
| Votants   | Votants          | Votants   | 397          | 31,94        |
| Exprimés  |                  |           |              |              |

*sortant

## Sources
- Bibliothèque de l'Université de Floride : https://ufdc.ufl.edu/fr
- Journal Officiel de la Guadeloupe.
- Le Progrès (Guadeloupe).